# Новотроїцька сільська рада (Оріхівський район)
| Новотроїцька сільська рада — колишній орган місцевого самоврядування у Оріхівському районі Запорізької області з адміністративним центром у с. Новотроїцьке. Історична дата утворення: в 1921 році. Сільській раді підпорядковані населені пункти: - с. Новотроїцьке - с. Блакитне - с. Веселе - с. Жовта Круча - с. Новорозівка - с. Славне |

## Склад ради
Рада складається з 12 депутатів та голови.

### Керівний склад ради
| ПІБ                        | Основні відомості                                                         | Дата обрання | Дата звільнення |
| -------------------------- | ------------------------------------------------------------------------- | ------------ | --------------- |
| Світлицька Олена Василівна | Сільський голова, 1954 року народження, освіта, член народної партії      | 26.03.2006   | 31.10.2010      |
| Світлицька Олена Василівна | Сільський голова, 1964 року народження, освіта вища, член Партії регіонів | 31.10.2010   |                 |

Примітка: таблиця складена за даними джерела

## Пам'ятки

### Пам'ятки історії
- Братська могила радянських воїнів часів Другої світової війни в селі Новотроїцьке. Поховано 6 бійців.
- Могила Суслікова В. Г. — командира ескадрону у часи Громадянської війни в селі Новотроїцьке.
- Пам'ятник воїнам-односельцям в селі Новотроїцьке.
- Братська могила радянських воїнів та пам'ятник воїнам-односельцям в селі Жовта Круча. Поховано 32 бійця.

### Пам'ятки природи
- На території сільської ради на захід від села Новотроїцьке розташований ландшафтний заказник місцевого значення «Балка Новотроїцька»[2].
- На північ від села Жовта Круча розташований ландшафтний заказник місцевого значення «Балка Жовтокручанська»[3].